# 海湾旅游区
海湾旅游区，是中华人民共和国上海市奉贤区下辖的一个类似乡镇级行政区域，设上海市奉贤区海湾旅游区管理委员会。

## 行政区划
海湾旅游区下辖以下居委会及村委会：海湾居委会、第二社区居委会、海棠社区居委会、海尚居委会、新港村村委会。